# (6256) Canova
Pour les articles homonymes, voir Canova.
(6256) Canova est un astéroïde de la ceinture principale.

## Description
(6256) Canova est un astéroïde de la ceinture principale. Il fut découvert le 24 septembre 1960 à l'observatoire Palomar par Cornelis Johannes van Houten, Ingrid van Houten-Groeneveld et Tom Gehrels. Il présente une orbite caractérisée par un demi-grand axe de 2,44 UA, une excentricité de 0,17 et une inclinaison de 4,2° par rapport à l'écliptique.
Il est nommé d'après le sculpteur italien Antonio Canova (1757-1822).

## Compléments